# Ritterorden von Avis

Kreuz von Avis

Der Ritterorden von Avis (portugiesisch Ordem Militar de Avis), ursprünglich portugiesisch Ordem Militar de São Bento de Aviz ‚Ritterorden des Heiligen Benedikt von Avis‘, war ursprünglich ein Ritterorden in Portugal, benannt nach seinem Sitz in der Stadt Avis. Heute ist er ein portugiesischer Verdienstorden.

## Geistlicher Ritterorden
Mit der Geschichte dieses Ordens sind eine ganze Reihe von Legenden verbunden, die häufig belegen sollen, dass die Geschichte der portugiesischen Avis-Ritter älter als die des kastilischen Calatrava-Ritterordens sei, aus dessen Gemeinschaft sie sich Ende des 14. Jahrhunderts lösten.
Als weitgehend gesichert gilt, das der portugiesische Ritterorden von Avis ursprünglich aus einer 1162 in Coimbra gegründeten Bruderschaft von Rittern (confraria de cavaleiros) zur Bekämpfung der Mauren hervorging.
Der König beauftragte die Ritter der Bruderschaft, die 1159 von den Mauren eroberte Stadt Évora gegen deren Gegenangriffe zu verteidigen.
Nach 1166 wurde die Bruderschaft durch den portugiesischen König Alfons I. (Dom Afonso I Henriques) in einen geistlichen Ritterorden umgewandelt und nach ihrem Sitz anfangs als Orden von Évora bezeichnet. Ihr erster Meister in Portugal war zwischen 1175 und 1195 der Militärbefehlshaber von Lissabon und der Estremadura, Gonçalo Viegas de Lanhoso.
Um das Jahr 1187 übernahmen die Ordensoberen die Regel der Ordensritter von Calatrava. Fortan wurden sie als Miliz von Évora der Calatravaritter (Milícia de Évora da Ordem de Calatrava) betrachtet, d. h. als portugiesischer Zweig dieses kastilischen Ordens. Die Ordensritter gelobten Armut, Keuschheit und Gehorsam sowie den Kampf gegen die Mauren zu führen. Neben den Ordensrittern gab es, wie in anderen Orden auch, die große Gruppe der Laienbrüder, die diesen strengen Regeln nicht bzw. nicht in vollem Umfang unterworfen waren.
König Alfons II. übergab den Rittern unter ihrem Meister Fernando Annes 1211 Festung und Stadt Avis. Der Orden befestigte die Stadt, baute die Festung aus und errichtete hier sein Konventsgebäude. 1223 und 1224 übersiedelte die gesamte Miliz von Évora unter ihrem Meister Fernão Rodrigues Monteiro nach Avis und wurde seit dieser Zeit als Orden von Avis bekannt.
1248 zeichneten sich die Avis-Ritter unter ihrem Meister Martím Fernandes bei der von Ferdinand dem Heiligen geführten Belagerung und Eroberung der andalusischen Stadt Sevilla aus, die Ferdinand dann in sein Königreich Kastilien eingliederte.
Obwohl der Avis-Orden formell dem Großmeister der kastilischen Calatrava-Ritter unterstand, der u. a. auch die Wahl des Meisters der Miliz von Évora bestätigen musste, hatte der Avis-Orden seit seiner Gründung eine eindeutige „national-portugiesische“ Komponente und einen stark autonomen Charakter. Politisch waren die Avis-Ritter von Anfang an dem portugiesischen König, der ihnen umfangreiche Landschenkungen machte, verpflichtet und von diesem abhängig.
Neben anderen Orden waren die Avis-Ritter ein wichtiger militärischer und wirtschaftlicher Träger der portugiesischen Reconquista. Nachdem diese mit der Eroberung der Algarve Mitte des 13. Jahrhunderts zu ihrem Abschluss kam, wurde die Abhängigkeit der Avis-Ritter vom Calatrava-Orden zu einer wachsenden Gefahr für die portugiesischen Könige in ihrer latenten Rivalität mit Kastilien.
Das portugiesische Königshaus begann daher, die in Portugal begüterten Ritterorden dem kastilischen Einfluss zu entziehen und mit dem Christusorden, in den der aufgelöste Templerorden aufging, unter Billigung des Papsttums einen nationalen Ritterorden für die Fortführung der Reconquista in Nordafrika zu schaffen.
Besonders seit der 1363 zum Meister der Avis-Ritter ernannte Prinz Johann 1385 gegen den ausdrücklichen Widerstand Kastiliens als Johann I. König von Portugal wurde, erfolgten diese Auseinandersetzungen auch im Avis-Orden. 1387 wählten die Avis-Ritter Fernando Rodrigues de Sequeira als ihren Meister, ohne die Zustimmung des Großmeisters des Calatrava-Ordens einzuholen. 1389 bestätigte Papst Bonifatius IX. diese Wahl. Damit hatten sich die Ritter von Avis endgültig aus dem Verbund mit dem Orden von Calatrava gelöst. 1434 übernahm der Infant Ferdinand von Avis das Amt des Großmeisters, welches von da an immer in den Reihen des portugiesischen Königshauses verblieb. Erst 1440 wurde die Unabhängigkeit der Avis-Ritter durch Kastilien endgültig anerkannt.

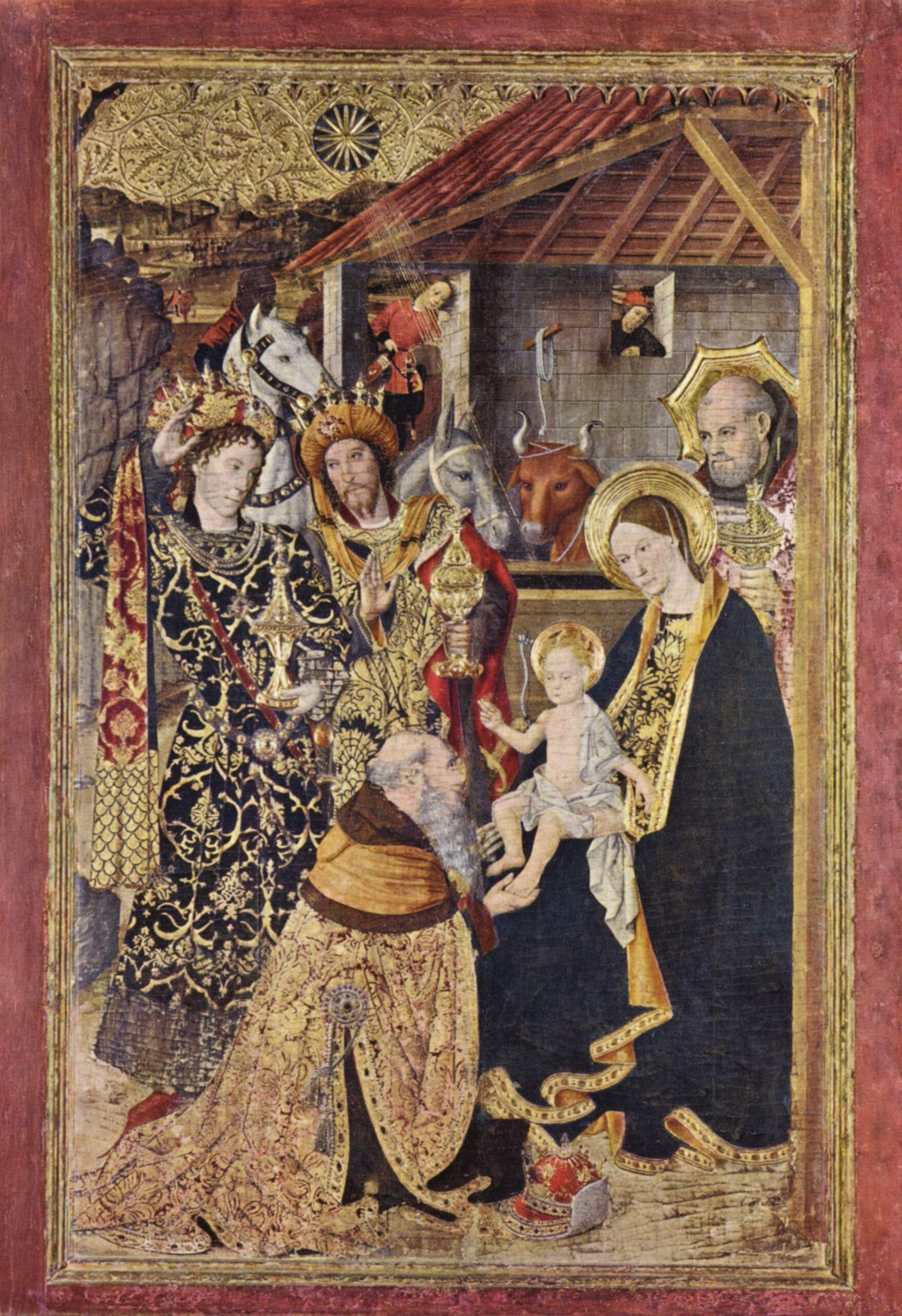
Peter von Coimbra (links), dargestellt als einer der Heiligen Drei Könige

Nach dem Tod Ferdinands in der Gefangenschaft der Mauren am 5. Juni 1443 wurde 1444 Peter von Coimbra, der 15-jährige Sohn des Infanten und Regenten Portugals Peter von Portugal, zum Großmeister der Avis-Ritter ernannt.

### Großmeister
Die Großmeister des Ritterordens waren:
1. Gonçalo Viegas de Lanhoso (1176–1195)
2. Paio (1200)
3. Fernando Anes (1201–1221)
4. Fernando Rodrigues Monteiro (1222–1237)
5. João "Porteiro"
6. Martím Fernandes (1238–1264)
7. Pedro Afonso (1268–1269)
8. Simão Soares (1269–1280)
9. Egas Martins de Outeiro (1280–1290)
10. Fernão Soares
11. João Peres (1291–1292)
12. João Afonso (1294)
13. Lourenço Afonso (1296–1310)
14. García Peres de Casal (1311–1316)
15. Gil Martíns de Outeiro (1316–1319)
16. Vasco Afonso (1320–1329)
17. Gil Peres de Noudar (1330–1332)
18. Afonso Mendes (1334)
19. Gonçalo Vasques (1336–1341)
20. João Rodrigues Pimentel (1342–1351)
21. João Afonso de Pena de Aguiar (1351–1356)
22. Diogo García
23. Martím de Avelar (1357–1363)
24. Egas Martíns
25. João I. von Portugal (1363–1385)
26. Fernando Rodrigues de Siqueira (1387–?) (Administrator)
27. Fernando von Portugal (1434–1443)
28. Peter von Coimbra (1445–1466)
29. João II. von Portugal (1468–1490)
30. Afonso von Portugal (1490–1491)
31. Jorge von Lancastre (1491–1551)
32. João III. (1551–1557)
33. Sebastian (1557–1578)
34. Henrique (1578–1580)
35. Filipe I. (1580–1598)
36. Filipe II. (1598–1621)
37. Filipe III. (1621–1640)
38. João IV. (1640–1656)
39. Afonso VI. der Siegreiche (1656–1682)
40. Pedro II. der Friedliche (1683–1706)
41. João V. der Großherzige (1706–1750)
42. José I. der Reformator (1750–1776)
43. Pedro III. (1776–1786)

## Weltlicher Ritter- und Verdienstorden
1789 säkularisierte Königin Maria I. die Ritterorden von Avis, Christi und des heiligen Jakob vom Schwert. Der Ritterorden von Avis wurde zum Militärverdienstorden für Angehörige der portugiesischen Streitkräfte u. a. bewaffneter Kräfte des Landes bestimmt. Er bestand neben dem Großmeister und dem Großkomtur aus sechs Großkreuzen, 49 Komturen (entsprechend der Zahl der ehemaligen Kommenden) und einer unbegrenzten Zahl von Rittern.
1894 wurde der Orden von Karl I. auf fünf Ordensklassen erweitert. Mit dem Ende der Monarchie 1910 wurde er wieder aufgehoben, 1917 mit fünf Ordensklassen wieder eingeführt.
Seitdem steht der portugiesische Präsident als Großmeister an der Spitze des Ordens, der nur für militärische Verdienste an in- und ausländische Militärs verliehen werden kann.

### Klassen
Der Orden besteht seit 2021 aus sechs Klassen, die grundsätzlich nur an Angehörige bestimmter Dienstgrade vergeben werden:
- Große Collane (Oberbefehlshaber)
- Großkreuz (General, Admiral, Generalleutnant, Vizeadmiral)
- Großoffizier (Generalmajor, Konteradmiral, Oberst, Kapitän zur See)
- Kommandeur (Oberstleutnant, Fregattenkapitän)
- Offizier (Major, Kapitänleutnant)
- Ritter (Oberleutnant, Kapitän)

### Ordensdekoration

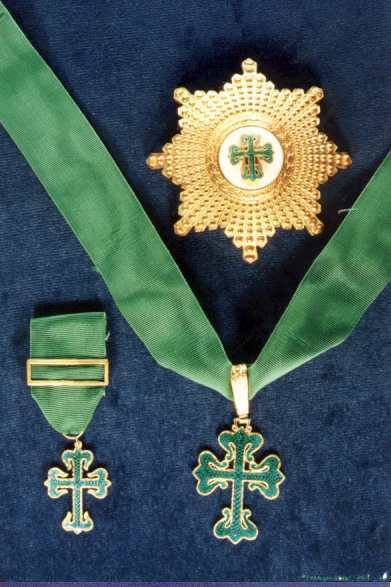
Großkreuz-Dekoration: Bruststern und Kleinod, links die Miniatur

Das Ordenszeichen ist ein grünes Kreuz oft mit lilienförmigen Enden dargestellt. Das Ordensband ist grün. Eine Zeremoniekleidung bestand aus einem weißen Mantel mit dem Lilienkreuz.

## Brasilianischer Orden
Der brasilianische Orden entsprach ursprünglich dem portugiesischen Avisorden, der durch Gesetz vom 20. Oktober 1823 auch für Brasilien als politischer und nichtmilitärischer Orden eingerichtet und am 9. September 1843 genauer bestimmt wurde. Die Rangstufen und die Abzeichen blieben dieselben, nur war das grüne Band rot besäumt.